# Краљевски пингвин
Краљевски пингвин (лат. Aptenodytes patagonicus) представља другу највећу врсту пингвина, одмах послије царских пингвина. Ова врста садржи двије подврсте — Aptenodytes patagonicus patagonicus и Aptenodytes patagonicus halli; подврста patagonicus живи у јужном Атлантику, док halli живи у осталим дијеловима.

## Физичке особине
Краљевски пингвини нарасту до висине од око 90 cm и тежине од 11 до 16 kg. Изгледом личе на царске пингвине, али се лако распознају по јасно израженој наранџастој шари у горњем делу груди. Такође, имају дужи кљун и виткији стас од царских пингвина.

## Исхрана
Краљевски пингвини се хране ситном рибом, и лигњама, а понајмање крилом и раковима, за разлику од већине предатора из Јужног океана.
У лову, ови пингвини роне у дубине од преко 100 метара, често и преко 200 метара, што је много дубље него што рони иједна друга врста пингвина, осим царских пингвина.
Краљевски пингвини хране своје младунце тако што поједу рибу, дјелимично је сваре а затим је поврате и дају им да једу.

## Пијење воде
Као и већина пингвина, краљевски пингвини имају такозвану слану жлијезду, преко које избацују вишак соли из организма, и која им се налази одмах изнад очију.

## Распрострањеност
Краљевски пингвини живе на подантарктичким острвима на сјеверној ивици Антарктика, као и на Огњеној земљи, Фолкландским Острвима и другим острвима из региона. Укупна популација се процјењује на око 2,23 милиона парова, и стабилно расте.

## Размножавање
Пошто припадају групи великих пингвина, младунци чекају и по 14-16 мјесеци прије него што се упуте у воду. То је драстична разлика у односу на мање пингвине, који са одгојем младунаца заврше већ у току једног љета, ако је сезона обиловала храном. Краљевски пингвини пажљиво одабирају вријеме парења, у новембру или децембру, тако да се младунци развију током највеће оскудице хране. На тај начин, у вријеме кад су већ спремни да самостално крену у лов, биће љето и море ће обиловати храном а температура и други услови ће бити много блажи.
Након парења, пингвини грију јаја понекад и преко 35 дана, како мужјаци тако и женке. И ова врста пингвина, као и неке друге врсте, грију јаја на врховима стопала, близу стомака. До априла, младунци су већ скоро потпуно одрасли, али током овог периода изгубе добар дио масе због оскудице хране. Масу поправе током прољећа у септембру, а затим се потпуно осамостаљују на прелазу између прољећа и љета. Када напуне 4 године или више, краљевски пингвини су спремни да се и сами паре.
Краљевски пингвини формирају огромне колоније. На примјер, колонија на острву Јужна Џорџија, у Селизбершкој равници, састоји се од око 25.000 пингвина, док се колонија у Луци Светог Андреја састоји од преко 100.000 пингвина.

## Креше
Када довољно одрасту, млади пингвини се организују у велике групе, „крешее“ (фр. crèche). Њихови родитељи тада могу слободно да иду за храном, пошто око крешеа увијек остаје и неколико одраслих пингвина да их чува. Поред краљевских, и друге врсте пингвина познају методу креирања крешеа као методу групног чувања младунаца.

## Природни непријатељи
У води, природни непријатељи краљевских пингвина су китови убице и морски леопарди. На копну, највећа опасност вријеба од птица грабљивица, чији главни плијен представљају јаја и младунци ових пингвина.

## Прилагођавање окружењу
Краљевски пингвини су одлично прилагођени животној околини, карактеристичној по екстремној клими подантарктичке области. Да би одржали топлоту, ови пингвини су развили 4 слоја перја. Спољни слој је мастан и не пропушта воду, за разлику од нпр. перја патке. Унутрашњи слојеви служе за топлотну изолацију. Кад се тек роде, младунци немају спољни слој перја, и због тога не могу да пливају док не достигну зрелост.